# Call Me
Singles de Blondie
The Hardest Part
(1980) Atomic
(1980)
Call Me est une chanson du groupe américain Blondie. Elle a d'abord servi pour le film American Gigolo et a été nommée pour le Golden Globe de la meilleure chanson originale.

## Histoire
Call Me est un titre du groupe Blondie coécrit par la chanteuse du groupe et sorti au mois d'avril 1980.
Giorgio Moroder, le producteur européen de disco, avait demandé à Stevie Nicks de Fleetwood Mac de l'aider à composer et chanter une chanson pour la bande originale du film American Gigolo. Mais elle a refusé car un contrat signé récemment avec Modern Records l'empêchait de travailler avec Moroder. C'est à cette époque que le producteur s'est tourné vers Deborah « Debbie » Harry et Blondie, groupe déjà célèbre pour d'autres succès. Moroder présenta à Debbie une piste instrumentale appelée Man Machine. Debbie est alors chargée d'écrire les paroles et la mélodie, un processus qu'elle déclare n'avoir mis que quelques heures à faire. La chanson a ensuite été enregistrée par le groupe, produite par Moroder.
Le pont de la version originale anglaise comprend le chant de Debbie chantant Call Me en italien (Amore, chiamami) puis en français (Appelle-moi, mon chéri).
En 2010, la chanson est chantée par Sabrina Salerno et Samantha Fox, deux stars des années 1980 qui cartonnent avec cette reprise[réf. nécessaire].
Il faut noter que le titre et les paroles de la chanson sont très largement inspirés de ceux d'un standard de jazz, Call Me Irresponsible (Sammy Cahn, Jimmy Van Heusen).

## Réception
En France, les estimations de ventes s'élèvent à 348 000 exemplaires.

## Utilisation dans la culture populaire
- 1980 : American Gigolo (chanson originale)[5]
- 1982 : Partners
- 1990 : Code Quantum (série télévisée) - 1 épisode
- 1998 : La Fiancée de Chucky
- 1999 : Deuce Bigalow : Gigolo à tout prix
- 2001 : Zoolander
- 2001 : EastEnders (série télévisée) - 1 épisode
- 2005 : L'Anniversaire
- 2005 : The Business
- 2012 : Stars 80
- 2012 : American Sexy Phone
- 2012 : Smash (série télévisée) - 1 épisode
- 2014 : La French
- 2015 : Deutschland 83 (série télévisée) - 1 épisode
- 2016 : Nocturama
- 2017 : Borg McEnroe
- 2019 : Mindhunter (série télévisée) - 1 épisode
- 2021 : Conjuring : Sous l'emprise du Diable
- 2021 : Les Gardiens de la Galaxie
- 2022 : American Gigolo (série télévisée)

## Classements et certifications
| Classement (1980)                      | Meilleure position |
| -------------------------------------- | ------------------ |
| Afrique du Sud (Springbok Radio)       | 2                  |
| Allemagne (Media Control AG)           | 14                 |
| Australie (Kent Music Report)          | 4                  |
| Autriche (Ö3 Austria Top 40)           | 5                  |
| Belgique (Flandre Ultratop 50 Singles) | 9                  |
| Belgique (Flandre VRT Top 30)          | 9                  |
| Canada (100 Singles)                   | 1                  |
| Canada (CHUM)                          | 1                  |
| États-Unis (Billboard Hot 100)         | 1                  |
| États-Unis (Cash Box)                  | 1                  |
| États-Unis (Hot Dance Club Play)       | 2                  |
| États-Unis (Record World)              | 1                  |
| France (IFOP)                          | 4                  |
| Irlande (IRMA)                         | 2                  |
| Italie (FIMI)                          | 11                 |
| Japon (Oricon)                         | 12                 |
| Norvège (VG-lista)                     | 2                  |
| Nouvelle-Zélande (RMNZ)                | 6                  |
| Pays-Bas (Nederlandse Top 40)          | 9                  |
| Pays-Bas (Single Top 100)              | 12                 |
| Royaume-Uni (UK Singles Chart)         | 1                  |
| Suède (Sverigetopplistan)              | 3                  |
| Suisse (Schweizer Hitparade)           | 3                  |

| Classement (1980)              | Position |
| ------------------------------ | -------- |
| Australie (Kent Music Report)  | 19       |
| Belgique (Flandre Ultratop 50) | 73       |
| Canada (Top 100 Singles)       | 3        |
| États-Unis (Billboard Hot 100) | 1        |
| États-Unis (Cash Box)          | 2        |
| Italie (FIMI)                  | 52       |
| Suisse (Schweizer Hitparade)   | 9        |

| Pays              | Certification | Ventes certifiées |
| ----------------- | ------------- | ----------------- |
| Canada (CRIA)     | Platine       | 10 000            |
| États-Unis (RIAA) | Or            | 500 000           |
| Royaume-Uni (BPI) | Argent        | 200 000           |